# Tillandsia asplundii
Tillandsia asplundii är en gräsväxtart som beskrevs av Lyman Bradford Smith. Tillandsia asplundii ingår i släktet Tillandsia och familjen Bromeliaceae. Inga underarter finns listade i Catalogue of Life.